# Susanne Kähler
Susanne Kähler (* 1966 in Hannover) ist eine deutsche Kunsthistorikerin und Professorin für Museologie an der Hochschule für Technik und Wirtschaft Berlin (HTW).

## Leben
Kähler studierte Kunstgeschichte, Französisch und Psychologie an der Universität Kiel und FU Berlin, das sie 1991 mit einer Magisterarbeit über Hochgotische Taufbecken im Lüneburger Raum abschloss. 1994 promovierte sie bei Peter Bloch über Deutsche Bildhauer in Paris.
Nach einem Volontariat im Museum für Kunst und Gewerbe Hamburg erstellte Kähler von 2001 bis 2014 kunsthistorische Gutachten und begleitete Restaurierungen im Auftrag des Landesdenkmalamtes Berlin, darunter auch Inventarisierungsprojekte, bei denen die Bildwerke im öffentlichen Raum in zahlreichen Berliner Bezirken, zuletzt in Spandau, nach einer von ihr und Jörg Kuhn entwickelten Systematik erfasst wurden. 2006 wurde sie Lehrbeauftragte im Studiengang Museumskunde der Hochschule für Technik und Wirtschaft Berlin (HTW). 2007 bis 2014 leitete sie das Kunstgussmuseum Lauchhammer. 2014 wurde sie Professorin an der HTW für den Bachelorstudiengang Museumskunde und den Masterstudiengang Museumsmanagement und -kommunikation. Seit 2018 leitet sie das Projekt Bildhauerei in Berlin zur Erfassung und Vermittlung von Denkmälern und Kunstwerken im öffentlichen Raum.
Kähler ist Team-Mitglied des Berliner Zentrum Industriekultur (bzi) und war von 2005 bis 2023 Mitglied des geschäftsführenden Vorstandes des Vereins für die Geschichte Berlins.

## Ehrungen
- 2023: Fidicin-Medaille für herausragende Dienste zur Berliner Geschichtsforschung[6]

## Veröffentlichungen
- Die Rezeption französischer Skulptur zwischen 1871 und 1914 unter besonderer Berücksichtigung der Berliner Künstlerschaft (= Europäische Hochschulschriften, Reihe 28. Band 278). Frankfurt am Main u. a. 1996. (= Dissertation)
- Fortuna für die Stadt. Zur Wiederaufstellung der Kuppelfigur auf Ludwig Hoffmanns Stadthaus. In: Mitteilungen des Vereins für die Geschichte Berlins. Heft 3/2003. diegeschichteberlins.de
- mit Uta Bach und Martin Faass: Die Jugendstilsammlung. Band 3: Bestandskatalog. Münsterschwarzach 2004.
- Stahlplastiken in Berlin – Zur Etablierung des Materials im öffentlichen Raum. In: Der Bär von Berlin. Jahrbuch des Vereins die Geschichte Berlins. Berlin 2005, S. 131–152. ISSN 0522-0033
- mit Martin H. Schmidt, Elsa van Wezel und Jörg Freitag: „Kunstwerke aus Schmutz gefertigt“ – Karl Friedrich Schinkel und die Ästhetik des Eisens. Lauchhammer 2006.
- Von der Verwandlung des Froschkönigs. Der Märchenbrunnen im Volkspark Friedrichshain. In: Der Bär von Berlin. Berlin, 2007, S. 101–122. ISSN 0522-0033
- Ein einzigartiger Fundus. Die Sammlung des Kunstgussmuseums hält Einzug im „Schaudepot Bronzeschule“. In: Museumsjournal. 2008, S. 14–15. ISSN 0933-0593
- Dem Reformator zur Geburtstag. In: Arsprototo. 2008, S. 34–38. ISSN 1860-3327
- mit Kathrin Unger, Nicola Vösgen und Jürgen Fitschen: Schweiß, Muskeln, Entschlossenheit! Arbeiterplastiken und Lauchhammers Gießkunst. Lauchhammer 2009.
- Das Sandgussverfahren. In: Andreas Mietzsch: Bronzeguss. Handwerk für die Kunst. Berlin 2009, ISBN 978-3-9812417-0-9, S. 52–69.
- Begas und Frankreich. Neubarocker Stil im Europäischen Vergleich. In: Esther Sophia Sünderhauf (Hrsg.): Deutsches Historisches Museum, Begas. Monumente für das Kaiserreich. Dresden, 2010, ISBN 978-3-942422-15-4, S. 61–71.
- mit Nicky Heise und Klaus Weschenfelder: Ferdinand Lepcke (1866–1909) – Monografie und Werkverzeichnis. Sonderdruck aus dem Jahrbuch der Coburger Landesstiftung 2012, Coburg 2012, ISBN 978-3-87472-092-2. Anlässlich der Sonderausstellung: „Ferdinand Lepcke (1866–1909) – Weiblicher Akt und Körperideal“, vom 16. Dezember 2012 bis zum 14. April 2013 in den Kunstsammlungen der Veste Coburg und vom 18. Mai bis zum 18. August 2013 im Kunstgussmuseum Lauchhammer, S. 77–91.
- Märchenbrunnen, Sowjetisches Ehrenmal. In: Jörg Haspel. Klaus-Henning von Krosigk, Karin Wagner (Hrsg.): Parkanlagen und Stadtplätze. im Auftrag des Landesdenkmalamt Berlin. Petersberg 2013, ISBN 978-3-86568-422-6, S. 116–117, 447–449.
- Einsiedels Erbe in Lauchhammer und die 20-jährige Geschichte des Kunstgussmuseums. In: Sybille Fischer, Horst Remane: Das Eisenwerk Lauchhammer unter den Grafen von Einsiedel. Freiberg 2013, ISBN 978-3-936980-39-4, S. 353–369.
- mit Doris Knöfel und Anna Franziska Schwarzbach: Bildhauer sehen Kinder. Vom Wandel ihrer Darstellung in der DDR-Zeit. Lauchhammer 2013.
- Schmuck für jeden Ort? – Ferdinand Lepckes Werk im öffentlichen Raum. In: Muzeum Okregowe im. Galerie Sztuki Nowoczesnej: Ferdinand Lepcke 1866–1909. Bydgoszcy (PL) 2014, ISBN 978-83-63572-92-1, S. 35–46.
- Deutsche Geschichte und jüngere Berliner Denkmalskonzepte. In: Susanne Kähler, Wolfgang Krogel, Manfred Uhlitz (Hrsg.): 150 Jahre Metropole Berlin. Festschrift zum 150. Jubiläum des Vereins für die Geschichte Berlins. Berlin 2015, ISBN 978-3-944594-28-6, S. 255–270.
- mit Andrea Kramper: Theorie und Praxis für das Museum von morgen, in: Magazin Museum.de, 2016, S. 76–85.
- mit Andreas Mietzsch: Paul Egon Schiffers – Bildhauer im 20. Jahrhundert. Zentralverlag, Berlin 2017, ISBN 978-3-9812417-4-7.
- Die symbolische Deutung des Stadtraums – Denkmalstürze und Bildersturm in Berlin. In: Susanne Kähler, Wolfgang Krogel (Hrsg.): Jahrbuch des Vereins für die Geschichte Berlins (= Jahrbuch des Vereins für die Geschichte Berlins. Jahr 2020). Band 70, 2020, ISSN 0522-0033, S. 169–188.

Herausgeberschaft
- mit Wolfgang Krogel: Der Bär von Berlin. Jahrbuch des Vereins für die Geschichte Berlins (2004–2023)